# Lobophytum longispiculatum
Lobophytum longispiculatum är en korallart som beskrevs av Li 1984. Lobophytum longispiculatum ingår i släktet Lobophytum och familjen läderkoraller. Inga underarter finns listade i Catalogue of Life.